# 美川宪一
美川宪一（1946年5月15日—），日本演歌男歌手，本名百瀬由一，出生于长野县诹访市，18岁毕业于东宝艺能学校。
美川於1968年至2009年之間，多次受邀在NHK紅白歌合戰演出，登場共26次；登場時，華麗昂貴的服裝打扮與小林幸子同場比美，為該節目眾所矚目的焦點之一。

## 著名作品
- 《だけどだけどだけど》
- 《柳ヶ瀬ブルース》
- 《釧路の夜》
- 《さそり座の女》
- 《大阪の女》
- 《みれん町》
- 《女の翼》
- 《恋女》
- 《火の鸟》
- 《お金をちょうだい》
- 《カスマプゲ》